# Manuele Boaro
Manuele Boaro (Bassano del Grappa, 12 de marzo de 1987) es un ciclista italiano.
En 2010 fue aprendiz en el equipo Carmiooro-NGC. En 2011 pasó al profesionalismo al fichar por el equipo Saxo Bank Sungard, en el que permaneció hasta 2016. Desde 2019, hasta su retirada en 2023, formó parte del equipo Astana Qazaqstan Team.

## Palmarés
| 2007 - Gran Premio della Liberazione - 1 etapa del Gran Premio Guillermo Tell - 1 etapa del Giro de Toscana sub-23 - 1 etapa del Giro del Veneto 2008 - Trofeo Zssdi 2009 - Memorial Davide Fardelli 2010 - Trofeo de Ciudad de Brescia | 2011 - 2.º en el Campeonato de Italia Contrarreloj 2014 - 1 etapa de la Vuelta a Dinamarca 2015 - 1 etapa del Circuito de la Sarthe 2016 - 2.º en el Campeonato de Italia Contrarreloj 2018 - 1 etapa del Tour de Croacia |

## Resultados en Grandes Vueltas
Durante su carrera deportiva consiguió los siguientes puestos en las Grandes Vueltas:
| Carrera | Carrera         | 2011 | 2012  | 2013  | 2014 | 2015 | 2016  | 2017  | 2018 | 2019  | 2020 | 2021 | 2022 | 2023 |
| ------- | --------------- | ---- | ----- | ----- | ---- | ---- | ----- | ----- | ---- | ----- | ---- | ---- | ---- | ---- |
|         | Giro de Italia  | —    | 131.º | 100.º | —    | 96.º | 46.º  | 74.º  | 75.º | 90.º  | Ab.  | —    | —    | —    |
|         | Tour de Francia | —    | —     | —     | —    | —    | —     | —     | —    | —     | —    | —    | —    | —    |
|         | Vuelta a España | —    | —     | —     | —    | —    | 147.º | 116.º | —    | 128.º | —    | —    | —    | —    |

—: no participa

Ab.: abandono

## Equipos
- Zalf Désirée Flor (2007-2009)
- Unione Ciclisti Trevigiani (2010)
- Carmiooro-NGC (2010)[3]
- Saxo Bank/Tinkoff (2011-2016)
  - Saxo Bank Sungard (2011)
  - Team Saxo Bank-Tinkoff Bank (2012)
  - Team Saxo-Tinkoff (2013)
  - Tinkoff-Saxo (2014-2015)
  - Tinkoff (2016)
- Bahrain Merida (2017-2018)
- Astana (2019-2023)
  - Astana Pro Team (2019-2020)
  - Astana-Premier Tech (2021)
  - Astana Qazaqstan Team (2022-2023)